# Carl Fredrik Leijonhielm
Carl Fredrik Leijonhielm, född 4 januari 1735 i Grebo församling, Östergötlands län, död 30 mars 1780 i Stockholm, var en svensk friherre och överste.

## Biografi
Carl Fredrik Leijonhielm föddes 1735 på Dala säteri i Grebo församling. Han var son till ryttmästaren Gerhard Leijonhielm vid Östgöta kavalleriregemente och Anna Maria Sinclair. Leijonhielm blev 17 maj 1752 sergeant vid Hamiltonska regementet och 25 februari samma år fänrik vid regementet. Han blev 5 november 1752 fänrik vid Fredrik Adolfs regemente och 11 augusti 1760 löjtnant vid regementet. Leijonhielm blev 2 oktober 1766 kapten och utnämndes 28 april 1770 till RSO. Han blev 25 september 1772 major i Svenska armén och 7 augusti 1775 överstelöjtnant i armén. Leijonhielm blev 19 september 1778 överstelöjtnant vid änkedrottningens livregemente och var förste kavaljer hos hertigen Fredrik Adolf av Östergötland. Han avled 1780 i Stockholm.
Han invaldes som ledamot nr 24 av Kungliga Musikaliska Akademien den 11 mars 1772.

### Familj
Leijonhielm gifte sig 26 mars 1776 på Segersjö i Lännäs församling med friherrinnan Margareta Ulrika Cederhielm (1758–1833), dotter av kommerserådet Josias Carl Cederhielm och Catharina Margareta Tigerhielm. De fick tillsammans barnen Margareta Ulrika Leijonhielm (1777–1778), en dotter (1778–1778), Carolina Ulrika Leijonhielm (död 1782) och Catharina Maria Leijonhielm (död 1782). Efter Leijonhielms död gifte Margareta Ulrika Cederhielm om sig med översten Robert Montgomery.